# Pfarrhaus (Fünfstetten)

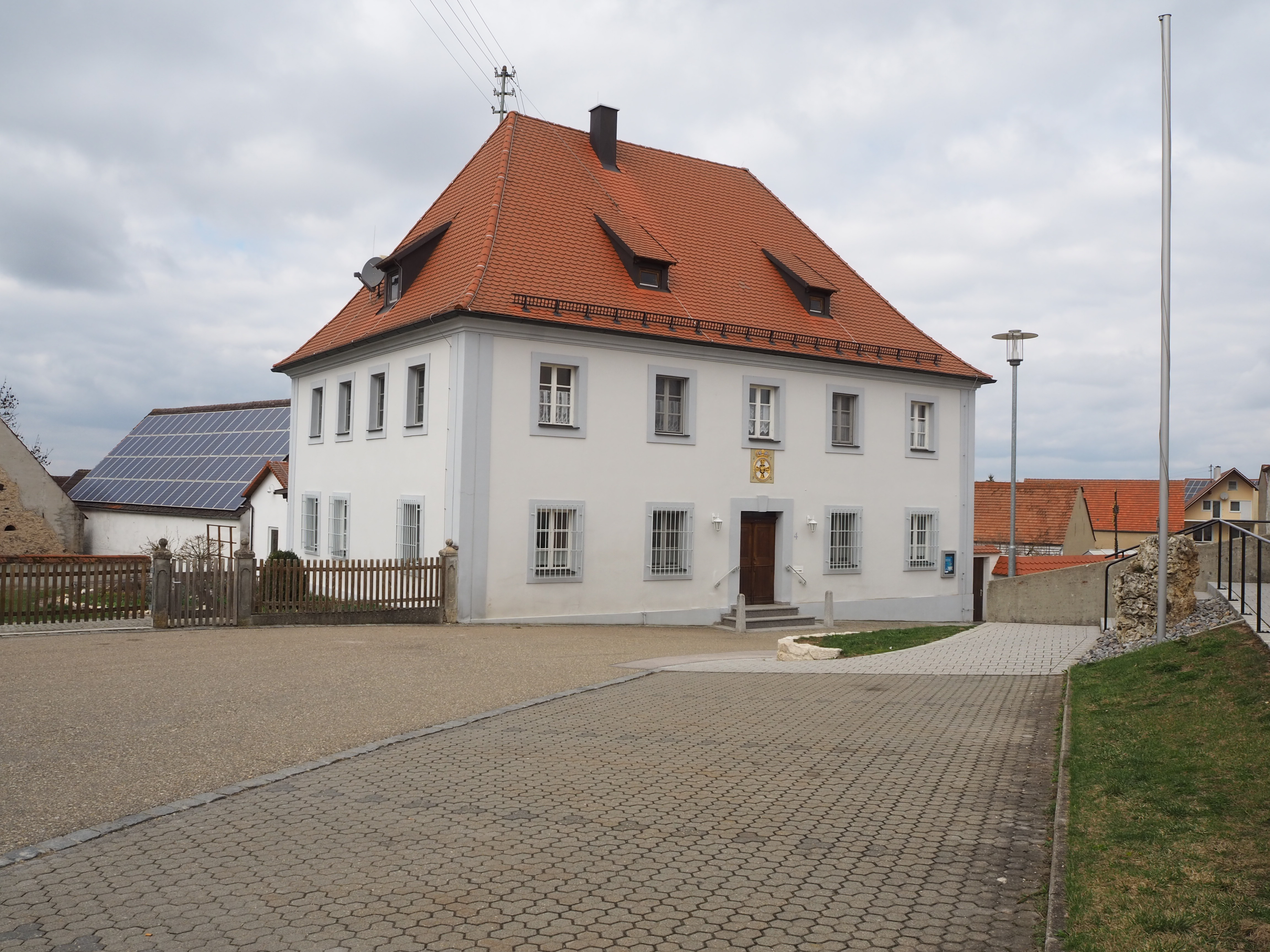
Pfarrhaus in Fünfstetten

Das katholische Pfarrhaus in Fünfstetten, eine Gemeinde im Landkreis Donau-Ries im bayerischen Regierungsbezirk Schwaben, wurde 1792 als Deutschordensschloss von der Deutschordenskommende Mergentheim errichtet. Das heutige Pfarrhaus am Schulberg 4 ist ein geschütztes Baudenkmal.
Der zweigeschossige Walmdachbau mit Ecklisenen und profiliertem Traufgesims besitzt fünf zu vier Fensterachsen. Der Wappenstein über dem Portal ist mit der Jahreszahl 1792 bezeichnet. 
Das Gebäude wurde an der Rückseite erweitert.